# Spinotarsus terrestris
Spinotarsus terrestris är en mångfotingart som först beskrevs av Carl Graf Attems 1935.  Spinotarsus terrestris ingår i släktet Spinotarsus och familjen Odontopygidae. Inga underarter finns listade i Catalogue of Life.